# Archives de l'État de Neuchâtel
Ne doit pas être confondu avec Archives de la Ville de Neuchâtel.
Les Archives de l'État de Neuchâtel (AEN), officiellement appelées office des archives de l'État de Neuchâtel, sont les archives cantonales du canton de Neuchâtel, en Suisse.

## Historique

### Constitution des archives
L'existence des archives, attestée dès la fin du XIVe siècle, remonte cependant aux origines de la seigneurie de Neuchâtel puisque le plus ancien document conservé date de 1143. Il s'agit de l'acte de fondation de l'abbaye de Fontaine-André. Dans un premier temps, les archives des comtes de Neuchâtel furent entreposées dans le « secret de l’église », c’est-à-dire dans l’église collégiale de Neuchâtel. Au milieu du XVe siècle, une salle voûtée fut spécialement aménagée dans la partie nord du château pour y accueillir les archives. La garde de cette « grotte » ou « trésor », comme on appelait alors ce local, était généralement confiée à un membre du Conseil d’État. Afin de réduire le risque de vol, on munit à partir du XVIe siècle la porte du « trésor » de trois serrures dont chacune des clés était remise à trois personnes différentes. 
En 1810, le prince Berthier créa un poste d’archiviste, chargé de veiller à la sauvegarde et à la mise en valeur des documents conservés au château de Neuchâtel. En 1848, la jeune République nomma Louis Colomb au poste d’archiviste cantonal. En 1888, une première série de travaux d’aménagement permit de dégager au sein du château trois kilomètres et demi de rayonnages destinés aux archives. Il s’ensuivit une collecte massive de documents provenant de l’ensemble du canton et des greffes de justice. 
En 1898, un décret du Grand Conseil créa le service des AEN, doté d’un personnel de cinq à six collaborateurs sous la direction d'Arthur Piaget. À la tête des AEN pendant plus de trente ans, il les organisa en service moderne, en rendant notamment plus accessibles les fonds dont il avait la charge par un minutieux travail d’inventaire. Toujours sous sa conduite eurent lieu des travaux d’agrandissement et d’assainissement des locaux qui abritent aujourd’hui encore les AEN. Il introduit par ailleurs en 1905 un plan de classement pour les communes neuchâteloises  qui distingue les archives d'ancien régime et celles de la République (dès 1848). De nombreuses archives communales ont été classées sur ce modèle jusque dans les années 1920. Toujours sous la direction d'Arthur Piaget, dans les années 1920 sont aménagés les locaux actuels de conservation, dans la partie la plus ancienne du château de Neuchâtel, appelé « le Palais de Cristal ».

### Listes des archivistes cantonaux et leurs adjoints
- 1850 - 1903 : Louis Colomb comme archiviste cantonal[4], avec Max Diacon comme préposé aux archives

En 1898, Arthur Piaget succède à Max Diacon alors que Louis Colomb est toujours archiviste cantonal.
- 1898 - 1935 : Arthur Piaget[6]
- 1935 - 1948 : Louis Thévenaz[7], avec Alfred Schnegg comme archiviste adjoint entre 1946 et 1950
- 1950 - 1977 : Alfred Schnegg[8], avec Jean Courvoisier comme archiviste adjoint entre 1948 et 1977
- 1977 - 1987 : Jean Courvoisier[9],[10]
- 1987 - 2004 : Maurice de Tribolet[11], avec Jean-Marc Barrelet comme archiviste adjoint[12], puis Alexandre Dafflon
- 2004 - 2008 : Alexandre Dafflon[13], archiviste adjoint Lionel Bartolini
- depuis 2008 : Lionel Bartolini[14], archiviste adjointe Christine Rodeschini

## Mission et activités
Les AEN ont pour mission de contribuer à la transparence et à la traçabilité des activités étatiques, d'assurer la sécurité juridique de l'État et des citoyens, et de constituer la mémoire historique de la communauté neuchâteloise. 
À cet effet, elles collectent, classent, conservent, communiquent et mettent en valeur les documents nés de l’activité de l’État (les archives publiques) ainsi que les documents privés d’intérêt national ou régional (familles ou personnalités, entreprises, associations, Églises) concernant l’histoire du canton de Neuchâtel. 
Les AEN conservent plus de dix kilomètres linéaires (chiffre en constante augmentation selon les versements de nouveau fonds d'archives) de documents répartis sur plusieurs sites. Le site principal est situé au château de Neuchâtel. Les fonds d'archives conservés par les AEN sont inscrits sur la liste des biens culturels suisse d'importance nationale.
Les AEN continuent aujourd’hui à collecter les archives les plus récentes produites dans le cadre des activités de l’État. Dans ce but, les collaborateurs des AEN suivent et conseillent les services de l’administration cantonale, les institutions paraétatiques et les communes dans la gestion de leurs archives.
Les AEN sont une institution ouverte au public. Elles accueillent et orientent chaque année environ un millier de lecteurs, parmi lesquels de nombreux chercheurs universitaires, des généalogistes et des collaborateurs de l'administration cantonale.
Dans le but de mettre en valeur les documents conservés, les AEN collaborent avec d’autres institutions patrimoniales neuchâteloises et suisses dans le cadre d'expositions ou de publications.
Les bases juridiques des AEN sont la Loi sur l'archivage du canton de Neuchâtel (LArch) du 22 février 2011, le Règlement d'exécution de la loi sur l'archivage du 29 avril 2013 et la Convention intercantonale relative à la protection des données et à la transparence dans les cantons du Jura et de Neuchâtel (CPDT-JUNE) du 9 mai 2012.

## Type de fonds conservés et consultation
Les Archives de l'État sont constituées d'archives publiques, d'archives d'origine privée et de collection particulières. Les inventaires sont consultables en ligne par le Portail des archives neuchâteloises. Les AEN disposent également d'une bibliothèque dont le catalogue est accessible en ligne par le catalogue RBNJ. La bibliothèque couvre principalement les thématiques suivantes : histoire et législation neuchâteloise, histoire des pays ou régions liés à Neuchâtel, les sciences auxiliaires de l'histoire et la littérature archivistique.
Des délais de consultation peuvent être appliqués aux fonds d'archives. 45 ans pour les archives notariales (ou 85 ans si données personnelles sensibles), 30 ans pour les autres types de documents (ou 85 ans si données personnelles sensibles). Pendant les délais de protection, la consultation est soumise à autorisation. En ce qui concerne l'état civil, les registres sont librement consultables pour les années antérieures à : 1900 pour les naissances, 1930 pour les mariages et 1960 pour les décès.
Exemples de personnes et d’institutions pour lesquelles des fonds sont conservés aux Archives d’État de Neuchâtel :
- Louis Agassiz
- Louis-Alexandre Berthier
- Gabrielle Berthoud
- James Guillaume
- Elise Kiener
- Maximilien de Meuron

- Abbaye de Fontaine-André
- Edouard Dubied & Cie
- Fabrique-Neuve de Cortaillod
- Mauler & Cie SA
- Numa Droz

## Outils de recherche
- Portail des archives neuchâteloises[22].
- Jean Courvoisier, Le petit guide des Archives anciennes de l'État de Neuchâtel, 1981
- Jean Courvoisier, adaptation Jane Cheng et Lionel Bartolini, Petit guide des archives d’ancien régime, Archives de l’État de Neuchâtel, 2006, 10 p. (lire en ligne)
- Jean-Marc Barrelet, Petit guide pour servir à l'histoire de l'horlogerie, Archives de l’État de Neuchâtel, 1988
- Guide des fonds concernant le régime prussien (1707-1857) : consultables aux archives de l’État de Neuchâtel, Archives de l’État de Neuchâtel, 2005, 4 p. (lire en ligne)